# Trichanthemis aulieatensis
Trichanthemis aulieatensis là một loài thực vật có hoa trong họ Cúc. Loài này được (B.Fedtsch.) Krasch. miêu tả khoa học đầu tiên năm 1933.